# Explorare urbană

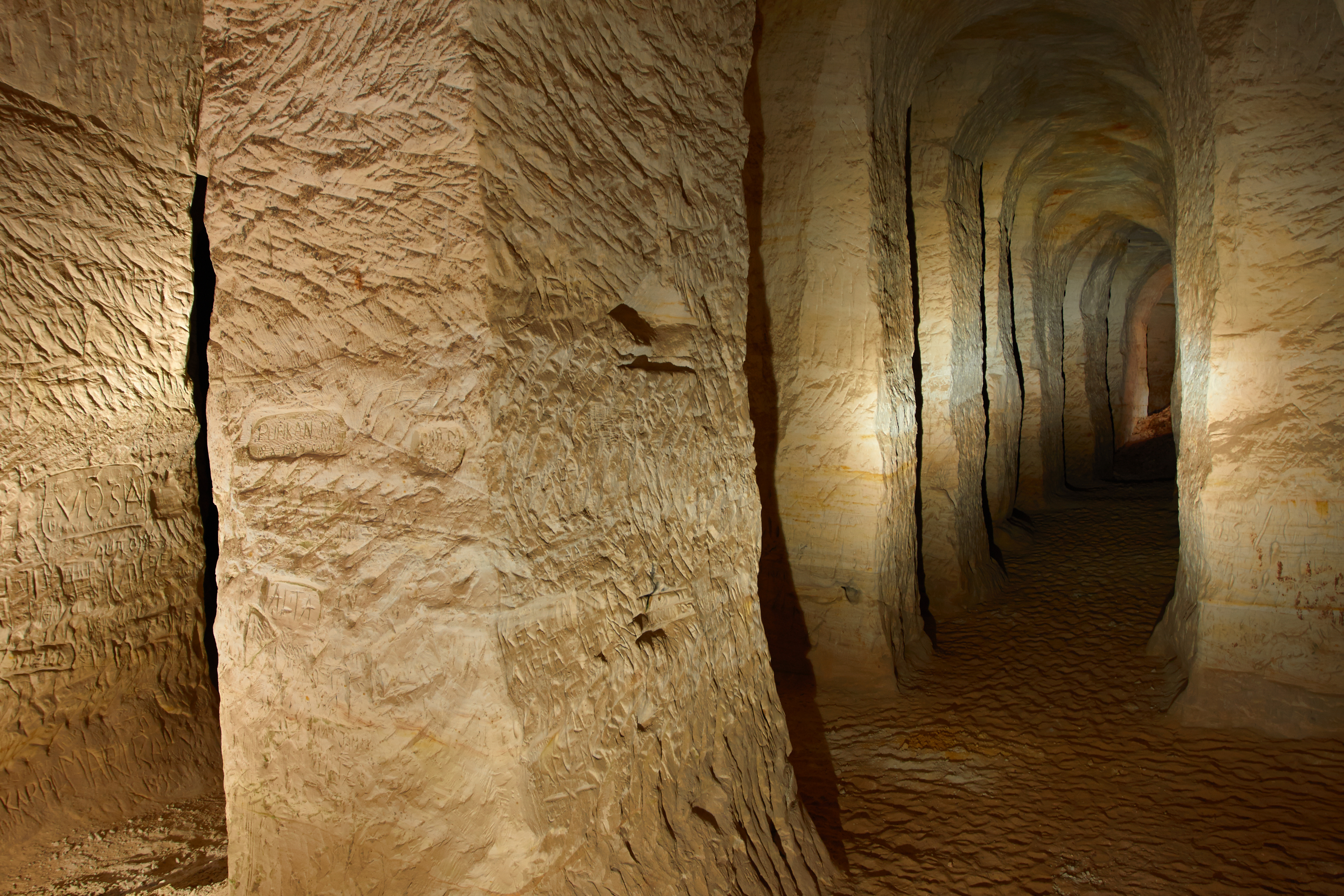
Piusa sand caves in South Estonia.

Explorarea urbană (prescurtată: urbex sau UE) reprezintă explorarea construcțiilor, de cele mai multe ori abandonate, ruinate, dar nu întotdeauna făcute de mâna omului. Fotografia și interesul istoric, sunt puternic practicate în acest hobby. Explorarea urbană este de asemenea numită și infiltrare, deși multă lume consideră infiltrarea ca fiind asociată foarte mult cu explorarea unor așezământuri locuite.
Natura acestei activități prezintă multe riscuri, inclusiv atât pericol fizic cât și posibilitatea de arestare și pedeapsă. Multe, dar nu toate, din aceste activități asociate cu explorarea urbană ar putea încălca legile locale sau regionale.
Aventurile în structurile abandonate
Aventurile în structurile abandonate sunt probabil, cele mai cunoscute exemple. Multe dintre aceste locuri, sunt explorate de localnici, aceste locuri suferă din diverse motive, graffiti și alte forme de vandalism. Totuși ținta unei explorări urbane diferă foarte mult de la o țară la alta. Cele mai interesante locuri includ: parcuri de distracție, centrale electrice, adăposturi, fabrici, spitale, școli, case vechi și sanatorii.
Mulți dintre exploratori găsesc în locurile abandonate\ruinate un loc profund de frumos, și mulți dintre ei fiind fotografi independenți (freelance photographers) care documentează ceea ce văd. 
Locurile abandonate sunt populare și în rândul istoricilor, arhitecților, arheologilor și a vânătorilor de fantome.
Clădirile “active”
Un alt aspect al explorării urbane este practicarea explorării în clădirile locuite\folosite care include accesul la zonele securizate sau "doar-membrii", camere mecanice, acoperișuri, lifturi, podele abandonate și alte părți în mod normal nevăzute ale clădirilor de lucru.
Termenul "infiltrare" este adesea asociat cu explorarea structurilor active.
Catacombe
Catacombe, cum ar fi cele găsite în Paris, Roma, Odesa și Napoli au fost investigate de către exploratori urbani. Minele de la Paris, care cuprind o mare parte din tunelurile subterane, care nu sunt deschise publicului. Exploratorii acestora sunt cunoscuți ca, “cataphiles”.
Explorarea Urbană în România
În București explorarea urbană este practicată de mulți oameni, dar poate un sfert din aceste persoane o fac cu pasiune și dragoste pentru tot ceea ce înseamnă urban. Trebuie să cunoști anumite reguli, trebuie să fii rapid în gandire și în mișcare, trebuie să îți dai seama care îți sunt pericolele și mai trebuie să fii atent să nu fii văzut pentru că încălcarea propietății private este ilegală indiferent dacă acea propietate (sau clădire) este sau nu în uz.